# Lepidoblepharis festae
Lepidoblepharis festae — вид геконоподібних ящірок родини Sphaerodactylidae. Мешкає в Еквадорі і Перу. Вид названий на честь італійського зоолога Енріко Фести.

## Поширення і екологія
Lepidoblepharis festae мешкають на східних схилах Анд та в Амазонії на теритолрії Еквадору і північного Перу. Вони живуть у вологих тропічних лісах, на висоті від 580 до 1900 м над рівнем моря.